# Perth Stadium
Perth Stadium – wielofunkcyjny obiekt sportowy położony w dzielnicy Burswood w Perth (Australia Zachodnia), przy ulicy Victoria Park Drive.

## Historia
Pierwotnie budowa obiektu miała rozpocząć się w 2007 roku, jednak zmiana lokalizacji przyszłego stadionu spowodowała przesunięcie prac budowlanych. Ostatecznie pracę budowlane ruszyły w grudniu 2013 roku. Pracę budowlane zostały zlecone przez Rząd Australii Zachodniej i trwały do 2017 roku. Stadion został wybudowanych na terenie w przeszłości wykorzystywanym przez zakład cementowni. Oficjalne otwarcie stadionu nastąpiło w dniu 21 stycznia 2018 roku. Stadion został wybudowany na planie okręgu, boisko otoczone jest przez 3-poziomowe trybuny. Koszt budowy obiektu wyniósł 1,6 mld AUD. Na stadionie w roli gospodarza występują dwa zespoły futbolu australijskiego: West Coast Eagles i Fremantle Football Club.

## Położenie
Stadion zlokalizowany jest w dzielnicy Burswood nad rzeką Łabędzia na obszarze półwyspu Burswood Peninsula. Stadion zlokalizowany jest w sąsiedztwie dzielnicy CBD (Central Business District) oraz ośrodka wczasowego Crown Perth. 

## Pojemność i wyposażenie
Pojemność stadionu wynosi 60 000 miejsc z czego wszystkie to miejsca siedzące. Ponadto 85% siedzisk zlokalizowanych jest pod zadaszeniem, które zapewnia ochronę przed opadami atmosferycznymi (tzw. z języka angielskiego under the drip line). Ponadto obiekt posiada 777 miejsc dla osób niepełnosprawnych. Boisko na obiekcie Perth Stadium ma wymiary 165 x 130 m, dzięki temu nadaje się do rozgrywania spotkań futbolu australijskiego, rugby union, rugby League, piłki nożnej, krykieta oraz zawodów lekkoatletycznych. Na obiekcie zamontowane są dwa telebimy o powierzchni 340 m².

## Transport publiczny
Transport publiczny w okolicy stadionu obsługiwany jest przez linie autobusowe oraz linie kolejowe. W sąsiedztwie stadiony położony jest dworzec autobusowy Perth Stadium Bus Station, który dysponuje 22 stanowiskami dla autobusów. Ponadto w okolicy stadiony zlokalizowane są dwie stacje kolejowe: Perth Stadium i East Perth. 